# Rosario Vera Peñaloza
Rosario Vera Peñaloza (Atiles, 25 de diciembre de 1872 o 1873 - La Rioja, 28 de mayo de 1950) fue una educadora y pedagoga argentina.
Era descendiente de familias tradicionales del mundo político y militar de la sociedad riojana. Su plena dedicación a la educación común y, en especial, a la creación de los jardines de infantes y al perfeccionamiento de sus docentes y de este nivel educativo la destacó en la primera parte del siglo XX en Argentina. Su influencia fue grande  debido a las funciones que ocupó y de los numerosos cursos docentes que desarrolló en todo el país.

## Trayectoria
Nacida en el caserío de Atiles, a 9 km del pueblo de Malanzán, en la Costa Alta de los Llanos de la Rioja, en lo que se conocía como departamento Rivadavia ―rebautizado en 1948 como departamento General Juan Facundo Quiroga, nombre que conserva― a 180 km al sur de la capital de la provincia, La Rioja, el día de Navidad, 25 de diciembre de 1873.
Era hija de Eloy Vera y de Mercedes Peñaloza; nieta paterna de Francisco Nicolás Vera y Herrera, miembros de una extensa familia de hacendados de dicha localidad que la vinculaba con los primeros pobladores hispanos de los Llanos riojanos, los de Ávila, los Sánchez de Balderrama, los Vergara y los Peñaloza. Era bisnieta de Nicolás Peñaloza, quien por vía del primer matrimonio de este fue a su vez abuelo del general Ángel Vicente "Chacho" Peñaloza.
Fue la menor de cuatro hijas, no llegó a conocer a su único hermano varón quien falleció a poco de haber nacido. Quedó huérfana de padre a los 10 años, y de su madre poco después. 
Asistió a la primaria en una privada de las hermanas Villascuse, en la ciudad de San Juan donde residió en la vivienda de sus parientes próximos. 
Regresó a su provincia en 1884 (a los 10 años). Su madre de crianza fue su tía materna Jesús Peñaloza de Ocampo.
Ingresó en la Escuela Normal de La Rioja, que habían fundado ese año Annette Haven y Bernice Avery, dos de las maestras estadounidenses traídas por Sarmiento. Allí realizó los estudios secundarios y cursó la carrera de magisterio (se recibió de maestra normal). 
Se trasladó a Paraná, estudió profesorado como alumna de Sara Eccleston, obtuvo el Título Superior de Enseñanza en 1894, a los 20 años. En esa ciudad litoraleña comenzó su ejercicio en la docencia; una sobrina suya, Veneranda, la acompañó en los primeros pasos de su labor docente, donde se destacó por su talento y su carácter enérgico aunque a su vez pausado.
En 1898, fundó el jardín de infantes anexo a la Escuela Normal de La Rioja, el primero de una larga serie de jardines fundados en las ciudades de Buenos Aires, Córdoba y Paraná.
En 1906 ―a los 32 años― fue vicedirectora de la Escuela Normal de La Rioja. Al año siguiente, se mudó a la ciudad de Córdoba, donde ocupó durante cinco años el cargo de vicedirectora de la Escuela Provincial "Juan Bautista Alberdi".
Entre 1912 y 1917 fue directora de la Escuela Normal n.º 1 de la ciudad de Buenos Aires, donde sustituía a cualquier profesor que faltara.
Fue nombrada inspectora de las escuelas municipales. Dictó cátedras de pedagogía y matemática en la Escuela Normal del Divino Maestro, incorporada al profesorado de Lenguas Vivas.
Recorrió Argentina para impulsar la enseñanza, dictó cursos y conferencias y transmitió las nuevas técnicas en la creación de bibliotecas. Participó del Primer Congreso Patriótico de Señoras en América del Sud, realizado en mayo de 1910 en la ciudad de Buenos Aires.
En 1931, creó el Museo Argentino en el Instituto Félix F. Bernasconi, basado en la teoría pedagógica de Joaquín V. González, que tomaba la Geografía como base de toda enseñanza, que ―si bien fue resistida por sus pares― fue el motor que impulsó la creación del museo, al cual dedicó 17 años de su vida en forma desinteresada y altruista.
El Museo era un instituto de investigación y de formulación de propuestas educativas. Entre ellas, se encuentran las primeras iniciativas para que la escuela tomase en cuenta las expresiones regionales y locales de la cultura, dejando de lado el modelo de “uniformidad” centralista que era la orientación más común entonces.
En la ciudad de Córdoba, con su pariente y amigo presbítero Juan Carlos Vera Vallejo y un grupo de notables, comandó el grupo de señoritas que colaboraron en la expatriación de los restos de su coterráneo y héroe de la independencia Pedro Ignacio Castro Barros (1777-1849).
Vivió los últimos años de su vida en Buenos Aires, en la calle Independencia 2307. En febrero de 1950 cayó enferma.

Ella vino a La Rioja por un homenaje que le hacían en Chamical, pues allí se creaba el jardín de infantes con el nombre de ella. Recuerdo que en esa fiesta Rosarito bailó una zamba; estaba muy feliz, se divirtió mucho, pero también a pesar de su fortaleza, el dolor físico la dobló, es decir, se hizo ostensible su enfermedad. Desde Chamical se dirigió a esta casa [la quinta del Dr. Jorge Vera Vallejo, ubicada en la quebrada], que en ese entonces vivía mi padre, con quien tenía una gran confianza y acercamiento, sintiéndose muy enferma y resguardándose en una habitación.
Dr. Jorge Vera Vallejo, entrevista

El padre del Dr. Vera Vallejo fue en búsqueda de ayuda de los médicos para que Rosario tuviera una atención más adecuada. Uno de los doctores que la asistió fue César Vera Barros, hermano de Enrique Vera Barros. La trasladaron en carruaje a la ciudad de La Rioja, donde fue internada en el Sanatorio Modelo. Pero pronto, Rosarito empezó con hemorragias, tenía un cáncer terminal. La sacaron de ese sanatorio y fue trasladada a la casa de la señorita Estelita Peñaloza ―que había sido la casa del Dr. Joaquín V. González―, que se encontraba frente al sanatorio, al lado del actual Archivo Histórico (en calle Rivadavia 952). En ese domicilio vivió las últimas horas de vida, junto a su familia. Pero antes de morir, con las últimas energías que le quedaban, sus dos sobrinos ―uno de ellos expresidente de la Corte Suprema de Mendoza― que la acompañaron hasta el último minuto, expresaron su preocupación por los inconvenientes que surgirían cuando intentasen la publicación de sus trabajos, no tenían autorización legal otorgada por ella. Entonces llamaron a un escribano y Rosario Vera dictó su testamento.
Falleció el 28 de mayo de 1950, a los 77 años.
En su memoria, la fecha de su fallecimiento (28 de mayo) se declaró como "Día Nacional de los Jardines de Infantes" y "Día de la Maestra Jardinera" en Argentina.

## Reconocimientos
- El poeta Félix Luna compuso un poema llamado Rosarito Vera, maestra, y el pianista Ariel Ramírez compuso una zamba sobre esa letra.
- También fue homenajeada mediante un sello postal por ser reconocida como unas de las mujeres emblemáticas argentinas.
- Su casa fue declarada de interés provincial por decreto n.º 2.357/80. Incluye los 156 morteros comunitarios aborígenes que se encuentran en el patio y un árbol histórico de más de cuatrocientos años.[4]
- Martha Salotti editó doce trabajos científicos acerca de Rosario Vera Peñaloza.[9]
- El Instituto Sanmartiniano le otorgó un póstumo primer premio por su Credo patriótico y una condecoración por el texto Vida del General San Martín adaptada para los niños.[9]
- El 28 de mayo, fecha de su fallecimiento se festeja el Día Nacional de los "Jardines de Infantes" y del "Docente de Nivel Inicial" instituido por Ley 27.059, sancionada el 3 de diciembre de 2014.
- La escritora y dramaturga Adela Basch editó en 2017 el libro "Rosario Vera Peñaloza: un homenaje a la escuela y su coraje", lúcida obra de teatro para niños que muestra la lucha de Rosario por una educación más abierta e inclusiva y por los derechos de las mujeres.[10]

### Eponimia
- Cientos de escuelas en todo el país llevan su nombre.
- Una plaza sobre av San Juan al 700 en el barrio de San Telmo, Buenos Aires lleva su nombre.
- Una avenida del barrio porteño Puerto Madero lleva su nombre.

## Obra
- El hombre que rehusó el Olimpo.[9]
- Los hijos del sol.[9]
- Historia de la Tierra.[9]
- Un viaje accidentado.[9]
- Cuentos y poemas.[9]
- Pensamientos breves sobre juegos educativos.[9]
- Enseñanza práctica de las fracciones.[9]
- Herencia sagrada.[9]
- La casa histórica de Tucumán.[9]
- La industria del tejido.[9]
- La tejeduría hogareña.[9]
- Mi credo patriótico.[9]
- El paso de los Andes por las seis rutas.[11]
- Estudio comparativo de los sistemas Montessori y Froebeliano. (1915). Sociedad Nacional de Kindergarten, Buenos Aires.[9]
- Enseñanza práctica de la geometría en la escuela primaria. Metodología. (¿1919?). Buenos Aires, Escuela Argentina Modelo.[9]
- El Kindergarten en la Argentina. Didáctica Froebeliana. Vera Peñaloza, Rosario y otras (1936). Buenos Aires, Instituto Félix Bernasconi.[9]